# Un monde à part (série télévisée)
Pour les articles homonymes, voir Un monde à part.
Le Monde de Charlotte
Un monde à part est une série télévisée québécoise en 26 épisodes de 45 minutes scénarisée par Richard Blaimert et diffusée du 15 septembre 2004 au 28 avril 2006 à la Télévision de Radio-Canada.
Cette série est la suite du téléroman Le Monde de Charlotte diffusé d'octobre 2000 à mars 2004.

## Synopsis
Téléroman dont l'action gravite autour de la famille Ducharme-Langevin, mais plus particulièrement sur Karine qui arrive à un tournant décisif de sa vie. Entourée des jeunes, des professeurs et des artistes qui gravitent autour de l'école de théâtre, Karine apprivoise ce « monde à part ».

## Distribution

### Karine et son entourage immédiat
- Bianca Gervais : Karine Ducharme-Langevin
- François-Étienne Paré : Maxime Bujold
- Bénédicte Décary : Jade Langlois
- Maxime Denommée : Romain Plante
- Martin Plouffe : Émile Despins
- François Gadbois : Elliot Simard
- Guillaume Champoux : Guillaume Simard
- Mirianne Brûlé : Mégan Lapointe
- Caroline Gendron : Raphaëlle Lord
- Benoit St-Hilaire : Samuel Poisson
- Valérie Cabana : Tessa
- Nicholas Rousselle : Xavier
- Sylvie Drapeau : Michelle Gagnon
- Louise Laprade : Paule Garneau

### La famille Ducharme-Langevin et leur entourage
- Marie-Thérèse Fortin : Françoise Langevin
- Henri Chassé : Louis Ducharme
- Catherine Brunet : Charlotte
- Émile Mailhiot : Éric
- Rita Lafontaine : Reine Langevin
- Sylvie Léonard : Louise Langevin
- Sébastien Delorme : Jérôme Caron
- Roxanne Gaudette-Loiseau : Samantha Lord
- Sylvie Boucher : Élizabeth
- Alain Zouvi : Laurent Leclerc
- Micheline Lanctôt : Huguette Benoît
- Maude Gionet : Emmanuelle
- Tobie Pelletier : Regis Quenneville
- Nathalie Coupal : Claire Vézina
- Alyssa Labelle : Cassandra
- Benoît Gouin : Gary, psychologue
- Sébastien Huberdeau : Antonin Brodeur
- Didier Lucien : Sauveur Buhari
- Mélissa Désormeaux-Poulin : Judith Sirois
- Alyssa et Amber Levine : Bébé Huguette

## Fiche technique
- Auteur principal : Richard Blaimert
- Scripte-éditrice : Sylvie Denis
- Réalisateurs : Richard Lahaie, Richard Lalumière et Simon Barrette
- Directrice de production : Mitsou Plourde
- Productrice associée : Mélanie Lamothe
- Producteur : Jocelyn Deschênes
- Production : Sphère Média Plus

## Récompenses
- 2006 : Prix Gémeaux du meilleur premier rôle féminin - Téléroman : Marie-Thérèse Fortin